# Velvet McIntyre
Velvet McIntyre (nacido el 24 de noviembre de 1962) es una luchadora profesional retirada irlandesa-canadiense. Después de comenzar su carrera en 1980, luchó en promociones independientes estadounidenses antes de unirse a la World Wrestling Federation (WWF, ahora WWE). Tuvo rivalidades tanto con The Fabulous Moolah como con Sherri Martel y ostentó el WWF Women´s Championship y el WWF Ladies Tag Team Championship.

## Carrera

### World Wrestling Federation(1982; 1984–1988)
McIntyre y Victoria se reincorporaron a la promoción en 1984, fueron inmediatamente reconocidas como poseedoras del Campeonato Femenino en Parejas de la WWF. El dúo defendió el campeonato contra el equipo de Wendi Richter y Peggy Lee . Desiree Petersen luego reemplazó a Victoria en el equipo cuando Victoria tuvo que retirarse debido a una lesión en el cuello y el nuevo dúo perdió el título en agosto de 1985 ante Judy Martin y Leilani Kai (conocidas como The Glamour Girls ) en Egipto. Luego, participó en varios torneos en el All Japan Women's Pro-Wrestling (AJW) en Japón.
Ganó el Campeonato Femenino de la WWF el 3 de julio de 1986 cuando derrotó a The Fabulous Moolah en el Brisbane Festival Hall en la gira australiana de la WWF de 1986, pero Moolah recuperó el título seis días después en el Sydney Entertainment Center.
También compitió en Survivor Series , formando equipo con The Fabulous Moolah, Rockin' Robin y The Jumping Bomb Angels contra Martel, Leilani Kai, Judy Martin, Donna Christanello y Dawn Marie , y ella misma eliminó tanto a Christanello como a Martel por pinfall antes de ser eliminada por Kai. Para 1990, la división femenina de la WWF estaba nuevamente en pausa.

### Regreso a Canadá (1993–1998)
Después de dejar la WWF, McIntyre continuó luchando esporádicamente en el circuito independiente. En ese momento, no había muchas oportunidades para las mujeres en el negocio. Compitió en la organización Women's Pro Wrestling a principios de la década de 1990.

## Campeonatos y logros
- Canadian Wrestling Alliance
  - CWA Women's Championship (1 vez)
- Extreme Canadian Championship Wrestling
  - ECCW Women's Championship (1 vez)
- International Championship Wrestling
  - ICW Women's Championship (1 vez)
  - WWWA Women's Championship (1 vez)
- National Wrestling Alliance
  - NWA Texas Women's Championship (1 vez)[2]
  - NWA United States Women's Championship (1 vez)[3]
  - NWA World Women's Tag Team Championship (1 time) - con Penny Mitchell
- World Wrestling Federation
  - WWF Women´s Championship (1 vez)
  - WWF Women's Tag Team Championship (2 veces) - con Princess Victoria (1) y Desiree Petersen (1)